# Culex babahoyensis
Culex babahoyensis é um espécie de mosquito do Género Culex, pertencente à família Culicidae.